# فيضانات شرق أستراليا 2022
فيضانات شرق أستراليا 2022 كانت واحدة من أسوأ كوارث الفيضانات المسجلة في البلاد مع سلسلة من الفيضانات التي حدثت في جنوب شرق كوينزلاند ووايد باي-بورنيت وأجزاء من نيو ساوث ويلز الساحلية. عانت بريسبان فيضانات كبيرة إلى جانب مدن ماريبورو وجيمبي وصن شاين كوست وكابولتشر وتوومبا وإبسويتش ولوجان سيتي وجولد كوست ومورويلومبا وجرافتون وبايرون باي وبالينا وليسمور والساحل الأوسط وأجزاء من سيدني.
من المعروف أن 22 شخصًا لقوا حتفهم خلال الكارثة. في جميع أنحاء جنوب شرق كوينزلاند ووايد باي-بورنيت تم إغلاق ما يقرب من ألف مدرسة ردًا على الفيضانات حدثت عمليات إخلاء ونُصح الجمهور بتجنب السفر غير الضروري. تم الإبلاغ عن نقص الغذاء في جميع أنحاء المنطقة بسبب أزمة سلسلة التوريد التي تلت ذلك وكذلك التأثير على المجتمعات في المناطق النائية في كوينزلاند.
تسببت الفيضانات في تشبع الأرض عبر جنوب شرق كوينزلاند وشمال نيو ساوث ويلز لتصبح مشبعة وعرضة حتى لكميات قليلة من الأمطار.